# Thu Minh

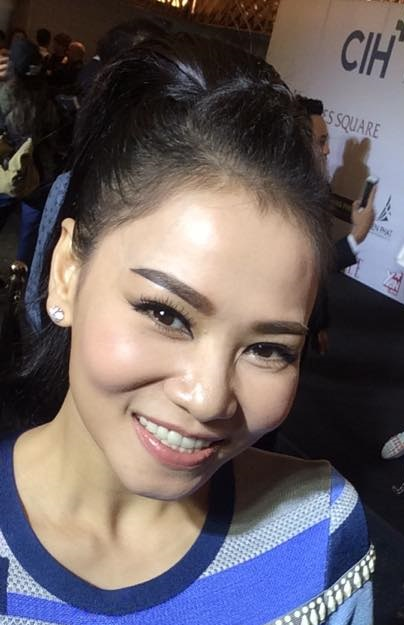
Thu Minh in 2015

Vũ Thu Minh (* 22. September 1977 in Hanoi) ist eine vietnamesische Sängerin. Wegen ihrer Erfolge und ihrer Ausstrahlung wird sie als „Céline Dion Vietnams“ bezeichnet. Sie wird auch als „Königin des Tanzes“ in Vietnam gefeiert.

## Leben
Im Alter von sechs Jahren begann Thu Minh mit dem Ballett und besuchte eine Tanzschule in Ho-Chi-Minh-Stadt. Den ersten musikalischen Sieg hatte Thu Minh im Wettbewerb „Broadcast of Ho Chi Minh“ in 1993: sie bekam den Hauptpreis mit dem Lied „Bóng cây Kơ-nia“ („The Shadow of the Kapok Tree“).  2011 nahm sie an der vietnamesischen Version der ABC-Sendung Dancing with the Stars teil und erreichte den ersten Platz. Im Jahr 2012 schloss sie die Ehe mit dem niederländischen Geschäftsmann Otto de Jager und dadurch zählt sie heute zu den reichsten Künstlerinnen ihres Landes.

## Diskografie
1. Vol.1 Dreams (2001)
2. Vol.2 Last quote (2003)
3. Vol.3 What if (2004)
4. Vol.4 My love (2005)
5. Heaven - Emerald (2006)
6. I Do - Pearl (2008)
7. 6th Sense - Ruby (2010)
8. Body Language (2011)
9. Single Love you only/ Yêu mình anh (2012)